# Рик
Рик Джонатан Лима Мораис (на португалски: Rick Jhonatan Lima Morais), по-познат просто като Рик (на португалски: Rick), е бразилски футболист, дясно крило на Талерес де Кордоба.

## Кариера

### Сеара
Роден в Сао Луис, Рик се присъединява към юношеските формации на „Сеара“ през 2018 г. Преди това играе за футзал отбора на „Мото Клуб“, за „Бока Жуниор“ и за „Гремио“. Дебюта си в Серия А прави на 20 май 2019 г. при победата с 2:1 като домакин на „Гремио“.

### Лудогорец
На 21 декември 2021 г. е обявен за ново попълнение на „Лудогорец“. Дебютира на 13 февруари при победата с 0:4 като гост на „Арда“.

## Успехи
Сеара
- Копа де Нордесте (1): 2020

 Лудогорец
- Първа лига (2): 2021/22, 2022/23
- Купа на България (1): 2023
- Суперкупа на България (1): 2022